# Live Light
Albums de Ride
Carnival of Light
(1994) Tarantula
(1996)
Live Light est un album live du groupe anglais Ride, paru le 24 octobre 1995 aux États-Unis sur le label indépendant Mutiny Records. Il s'agit d'un bootleg semi-officiel, enregistré depuis la console de mixage, lors de la dernière tournée européenne du groupe (en France). Les morceaux joués sont majoritairement issus de l'album Carnival of Light.

## Titres
Tous les titres ont été écrits par Ride, sauf indication contraire.
1. Seagull - 6:40
2. Magical Spring (Andy Bell) - 4:39
3. From Time to Time (Gardener/Queralt) - 4:33
4. Chelsea Girl - 3:04
5. Birdman (Andy Bell) - 6:14
6. Only Now (Gardener/Rieley) - 4:38
7. Leave Them All Behind (Ride/Gardener) - 8:34
8. Let's Get Lost (Andy Bell) - 4:04
9. Close My Eyes - 6:21
10. End of the Universe - 7:25

Pistes bonus sur l'édition vinyle
1. Twisterella (Ride/Gardener) - ?
2. Drive Blind - ?